# 1967 en arts plastiques
| Années des arts plastiques : 1964 - 1965 - 1966 - 1967 - 1968 - 1969 - 1970    |
| Décennies des arts plastiques : 1930 - 1940 - 1950 - 1960 - 1970 - 1980 - 1990 |

Cette page concerne l'année 1967 en arts plastiques.

## Œuvres
- The American People Series #20: Die, tableau de Faith Ringgold.

## Naissances
- 26 février : Serge Chamchinov, artiste aquarelliste et plasticien français ;
- 25 mars : Matthew Barney, artiste américain ;
- 21 juin : Margarete Jahrmann, artiste autrichienne ;
- 28 août : Georgy Georgievich Totibadze, artiste russe et géorgien ;
- 19 septembre : Gabriella Possum Nungurrayi, peintre australienne ;
- 25 octobre : Diana Quinby, peintre, graveuse et historienne de l'art américaine ;
- 27 décembre : Benoît Rafray, peintre français.

## Décès
- 3 janvier : Olga Milles, peintre austro-hongroise puis suédoise (° 24 janvier 1874),
- 10 janvier : Charlotte Berend-Corinth, peintre allemande (° 25 mai 1880),
- 14 janvier : Colette Bonzo, peintre expressionniste française (° 10 août 1917),
- 15 janvier : David Bourliouk, peintre, illustrateur et écrivain russe puis ukrainien (° 21 juillet 1882),
- 21 janvier : Louis-Édouard Toulet, peintre français (° 15 août 1892),
- 23 janvier : Rose Dujardin-Beaumetz, peintre française (° 26 décembre 1882),
- 28 janvier : Tora Vega Holmström, peintre suédoise (° 2 mars 1880),
- 29 janvier : Jean Larcena, poète et aquarelliste français (° 10 mars 1901),
- 1er février :
  - Émile Beaume, peintre français (° 28 avril 1888),
  - Guillaume Desgranges, peintre et lithographe français (° 10 février 1886),
- 2 février : Eugène Péchaubès, peintre animalier français (° 24 juin 1890),
- 6 février : Lucien Lapeyre, peintre et illustrateur français (° 4 octobre 1882),
- 11 février : Milo Milunović, peintre serbe puis yougoslave (° 18 août 1897),
- 4 mars :
  - Henry E. Burel, peintre et illustrateur français (° 8 juin 1883),
  - Edmond Heuzé, peintre, dessinateur, graveur, illustrateur et écrivain français (° 26 septembre 1883),
- 5 mars : Gustave Miklos, sculpteur, peintre, précurseur du design, illustrateur et décorateur français d'origine hongroise (° 30 juin 1888),
- 8 mars : Olena Koultchytska, peintre et enseignante austro-hongroise, polonaise puis soviétique (° 15 septembre 1877),
- 9 mars : Luigi Roccati, peintre italien (° 14 août 1906),
- 15 mars : Édouard Bouillière, peintre  paysagiste français (° 11 mai 1900),
- 25 mars : Johannes Itten, peintre suisse (° 11 novembre 1888),
- 31 mars : Paul Adrien Bouroux, peintre, illustrateur et graveur français (° 14 juin 1878),
- 11 avril : Germ de Jong, peintre néerlandais (° 8 mars 1886),
- 15 mai :
  - Edward Hopper, peintre et graveur américain (° 22 juillet 1882),
  - Italo Mus, peintre italien (° 24 avril 1892),
- 16 juin :
  - Gabriel Charlopeau, peintre français (° 21 septembre 1889),
  - Lucien-Victor Delpy, peintre français (° 2 novembre 1898),
- 4 juillet : Ondřej Sekora, journaliste, illustrateur, écrivain et auteur de bande dessinée austro-hongrois puis tchécoslovaque (° 25 septembre 1899),
- 10 juillet : Gaston Prost, peintre et lithographe français (° 5 août 1881),
- 12 juillet : Germaine Casse, peintre française (° 6 novembre 1881),
- 16 juillet : Raylambert, peintre et illustrateur français (° 14 janvier 1889),
- 1er août : Jacques Suzanne, peintre, artiste, pianiste, acteur et explorateur français (° 17 avril 1880),
- 2 août : Henryk Berlewi, peintre et dessinateur polonais (° 20 octobre 1894),
- 15 août : René Magritte, peintre belge (° 21 novembre 1898),
- 17 août :
  - Ahmed Cherkaoui, peintre et plasticien marocain (° 2 octobre 1934),
  - Robert Prévost, peintre français (° 2 juillet 1893),
- 22 août : Sanzō Wada, costumier et peintre japonais (° 3 mars 1883),
- 30 août : Jean Deyrolle, peintre, illustrateur et lithographe français (° 20 août 1911),
- 6 septembre : Jacques Zwobada, sculpteur, illustrateur et lithographe français (° 6 août 1900),
- 19 septembre : Zinaïda Serebriakova, peintre russe puis française (° 10 décembre 1884),
- 23 septembre : Giovanni Barrella, écrivain, dramaturge et peintre italien (° 30 novembre 1884),
- 24 septembre : Adolphe Deteix, peintre français (° 7 juillet 1892),
- 25 septembre : Octave Denis Victor Guillonnet, peintre français (° 22 septembre 1872),
- 5 octobre : Vicente Santaolaria, peintre et sculpteur espagnol (° 10 décembre 1886),
- 27 octobre : Marguerite Huré, peintre et vitrailliste française (° 9 décembre 1895),
- 29 octobre : Franz Bronstert, peintre et ingénieur allemand (° 18 février 1895),
- 30 octobre : Émile Savitry, peintre et photographe français (° 21 janvier 1903),
- ? octobre : Yvette Alde, peintre, lithographe et illustratrice française (° 18 juin 1911),
- 6 novembre : Joseph Pressmane, peintre et graveur français d'origine russe (° 22 juillet 1904),
- 21 novembre : Vladimir Vassilievitch Lebedev, peintre et graphiste russe puis soviétique (° 26 mai 1891),
- 22 novembre : Pavel Korine, peintre russe puis soviétique (° 7 juillet 1892),
- 12 décembre : François Quelvée, peintre, graveur et illustrateur français (° 13 octobre 1884),
- 18 décembre : Nicolas Untersteller, peintre français (° 26 mars 1900),
- ? :
  - Roland Chavenon, peintre et critique d'art français (° 19 décembre 1895),
  - Jean Didier-Tourné, peintre, graveur, lithographe, illustrateur, décorateur et fresquiste français (° 1882),
  - Pierre Arthur Foäche, peintre et affichiste français (° 1871),
  - Jean Lambert-Rucki, peintre et sculpteur d'origine polonaise, naturalisé français (° 17 septembre 1888),
  - Henri-Martin Lamotte,  peintre français (° 1899),
  - Fiodor Modorov, peintre russe puis soviétique (° 1890),
  - Mela Muter, peintre française d'origine polonaise (° 26 avril 1876),
  - Giuseppe Napoli, peintre et sculpteur italo-américain (° 1929),
  - Gino Romiti, peintre italien (° 5 mai 1881),
  - Émile Saudemont, peintre français (° 14 octobre 1898),
  - Guido Tallone, peintre italien (° 1894),
  - Ernst Zeuner, peintre et illustrateur allemand (° 1895).